# Anatólio (vigário)
Anatólio (em latim: Anatolius; em grego: Ανατόλιος; romaniz.: Anatólios; m. c. 579/80) foi um oficial bizantino do século VI, ativo no reinado do imperador Tibério II (r. 574–582). Era topoterita (representante) da prefeitura pretoriana do Oriente e presidente (governador provincial) de Osroena. Foi acusado de ser criptopagão e consequentemente executado.[1]

## Vida
Fontes primárias sobre Anatólio incluem Evágrio Escolástico e João de Éfeso e Há menções a ele nas obras de Miguel, o Sírio e Nicéforo Calisto Xantópulo. Era aparentemente um homem de origem humilde. Eventualmente ascendeu a altos cargos, ganhando importância política. Evágrio relata: "Anatólio, que originalmente era um vulgar e um artesão, mas posteriormente, por algum meio ou outro, obteve admissão em cargos públicos e outros cargos de importância." Viveu por algum tempo em Antioquia, que à época se chamava Teópolis ("Cidade de Deus"). Conduziu seus negócios ali e conheceu pessoalmente o patriarca Gregório I (571–593). Evágrio observa que: "nesta cidade estava realizando seus compromissos, dos quais resultou uma intimidade com Gregório, presidente daquela Igreja, e visitas frequentes a ele, em parte com o objetivo de conversar sobre assuntos de negócios e em parte com o objetivo de obter maior influência no terreno de sua relação com o prelado." Em cerca de 579, Anatólio havia subido ao seu posto mais alto. João de Éfeso descreve-o como "arconte e vice-prefeito pretoriano" (em grego: ἄρχων καὶ ὰντιὐπαρχος) em Edessa. Isso faria dele topoterita (deputado) da prefeitura pretoriana do Oriente e presidente (governador provincial) de Osroena, da qual Edessa era a capital. Uma das Novelas Constitucionas (Novellae Constitutiones) menciona os topoteritas de Osroena e da Mesopotâmia e parece haver uma menção a Anatólio.

### Prisão
Em 578, as autoridades bizantinas receberam relatórios sobre uma revolta iminente de criptopagãos em Balbeque. Teófilo, um funcionário que já havia enfrentado revoltas de judeus e samaritanos, foi encarregado de localizar os referidos criptopagãos. Os suspeitos foram presos, interrogados sob tortura e forçados a delatar outros "pagãos". Logo, Teófilo tinha listas de nomes, incluindo cidadãos proeminentes espalhados pelas províncias orientais do Império Bizantino. A perseguição se espalhou para o resto dessas províncias. Teófilo estava procurando por Rufino, um sumo sacerdote dos pagãos, que "havia recentemente feito uma visita a Anatólio". Teófilo seguiu o homem até Edessa. Alegou ter interrompido um sacrifício a Zeus/Júpiter que acontecia dentro da cidade. João de Éfeso relata: "Ao chegar, eles [Teófilo e sua escolta] souberam que ele [Rufino] estava morando lá e, tendo esperado a noite, cercando a casa para prendê-lo, encontraram uma festa de Zeus realmente sendo celebrada pelos pagãos, e as pessoas se reuniram com Rufino para oferecer sacrifícios. Ao saber, porém, que eles estavam tentando cercar a casa, os presentes tomaram o alarme e fugiram. Mas Rufino sabendo bem que não tinha lugar de refúgio para o qual poderia escapar, puxou sua faca e feriu seu coração, e tendo se ferido também no abdome, caiu morto."
Teófilo capturou "um velho gotoso, fraco demais para fugir, e uma velha". Os dois foram interrogados sob ameaça de morte, obrigados a declarar "os nomes de todos os que participaram neste processo". Supostamente nomearam várias pessoas, mas apenas Anatólio é nomeado em fontes primárias. Anatólio supostamente tentou criar um álibi para si mesmo. Vestiu-se às pressas com as roupas típicas de um viajante (casaco de viagem, legging de couro e sapatos de caminhada) e depois fez uma visita noturna à residência do bispo de Edessa, fingindo ter acabado de voltar de uma viagem. Esperava, com isso, que o bispo testemunhasse sobre sua suposta viagem. O truque de Anatólio falhou. Logo foi preso e forçado a dar fiança para comparecer em Antioquia para seu julgamento. João de Éfeso explica: "Pois assim que ele [Anatólio] saiu da presença do bispo, aqueles que foram enviados para prendê-lo o encontraram, e, impondo-lhe as mãos, disseram: 'Venha em paz conosco, meu senhor governador: estamos muito necessitados de Vossa Alteza: ordene que se ponham fiadores para você com um talento cada, para que dentro de dez dias você apareça em Antioquia.' Mas ele, em resposta, começou a explicar-lhes e dizer: 'Acabei de entrar na cidade de uma viagem, como o bispo dará testemunho.' Mas responderam: "Não adianta nos pregar peças, meu senhor governador. Esta mesma noite você esteve com Rufino e o resto de seu povo, e ofereceu sacrifício a Zeus; e as testemunhas estão todas prontas para provar isso." E quando sobre isso, ele os ameaçou com seu poder, e disse: 'Vocês estão colocando um fim em todos os assuntos de estado;' eles responderam: 'Não nos ameace, meu senhor governador: como Vossa Alteza é um homem vivo, você não vai sair daqui sem nos dar fiança.' E agora, descobrindo que não tinha escolha, nem probabilidade de escapar, consentiu, deu fiança e partiu imediatamente com eles e seus outros prisioneiros para Antioquia."

### Julgamento
Anatólio originalmente enfrentou julgamento em Antioquia, ao lado de seu notário (secretário) Teodoro. Protestou sua inocência e tentou provar ser um cristão genuíno. Levou as pessoas para sua residência particular, onde puderam examinar um ícone de Jesus Cristo. Na parte de trás do ícone, no entanto, teriam encontrado "habilmente introduzido (...) uma imagem de Apolo, feita com tanto cuidado para não ser visível sem olhar de perto. Horrorizados com a visão, os arqueiros o jogaram [Anatólio] no chão, e chutaram-no e o arrastaram pelos cabelos até o pretório, onde declararam tudo o que havia acontecido". Ele foi forçado a fazer uma confissão completa. Enquanto isso, Teodoro foi submetido a tortura e flagelação. Sua confissão não apenas implicou a si mesmo e a Anatólio: também acusou Gregório de Antioquia e Eulógio de Alexandria (mais tarde um patriarca, mandato de 581 a 607) de participarem de um sacrifício humano. João de Éfeso narra: "Que tanto Gregório, o patriarca de Antioquia, quanto Eulógio, que foi posteriormente patriarca de Alexandria, estiveram presentes com eles no sacrifício de um menino, mantido à noite em Dafne". Dafne era um subúrbio de Antioquia. Teodoro morreu na prisão. Rumores contemporâneos diziam "que realmente foi assassinado, para que seu depoimento pudesse sair do caminho; mas à verdade disso não daremos testemunho" ou "como muitos pensavam, se matou, porque a sentença da morte certamente seria pronunciada contra ele."
Anatólio foi transportado para Constantinopla para enfrentar um novo julgamento, agora julgado por uma assembleia especial. João de Éfeso relata que todos os criptopagãos acusados que chegaram a Constantinopla foram levados a julgamento por "um tribunal (...) composto por magistrados e juristas, para julgá-los e examinar a verdade do assunto, sob juramento de que não mostrariam parcialidade nem respeito pelas pessoas." Os julgamentos ocorreram dentro do Palácio de Placídia e os procedimentos foram mantidos em segredo. João observa: "Embora alguns fatos tenham ocorrido, foi apesar de seus próprios esforços para escondê-los. E depois de algum tempo, os homens geralmente estavam convencidos de que o suborno era permitido e prevaleceu sobre a verdade". A população de Constantinopla começou a se revoltar, exigindo nenhuma misericórdia aos prisioneiros. Entre suas propagandas estava: "Fora com os ossos dos pagãos!" Tibério II reagiu acrescentando aos membros da corte todos os membros do senado disponíveis, presumivelmente para tornar as decisões mais respeitadas. Ele [Tibério] "deu ordens a todos os magistrados e senadores para se reunirem, em companhia de todos os homens de categoria patrícia, e os subcônsules, e aqueles que têm o título de 'ilustre', e os subprefeitos da cidade, e todos os membros do senado. O local designado à reunião era o tribunal do prefeito, e todos os depoimentos relativos aos pagãos deveriam ser lidos diante deles, tanto dos casos no leste quanto no oeste; e quem não estava presente, deu ordens para que seu cinto fosse cortado e ele perdesse seu cargo. Em obediência a um mandamento tão estrito, todos se reuniram e ficaram sentados o dia inteiro, da manhã à noite, jejuando e ansiosos". O destino de Anatólio foi deixado nas mãos desta corte estendida, o que sugeriria que Anatólio era ele mesmo um membro do senado, talvez até um homem ilustre (senador de alto escalão).

### Execução
A "primeira sentença do novo tribunal foi condenar à morte aquele de quem já falamos antes, Anatólio". Mas antes, foi torturado primeiro Evágrio afirma que Anatólio tentou novamente implicar Gregório de Antioquia, mas falhou: "ao ser submetido ao extremo da tortura, [Anatólio] foi incapaz de alegar nada contra o bispo". Anatólio foi então lançado às "feras" do Hipódromo de Constantinopla. Elas o feriram, mas não foram autorizadas a matá-lo. Seus carcereiros o tinham "arrancado de suas garras" e depois crucificado. Evágrio argumenta que Anatólio foi empalado e detalha o destino de seu cadáver. "O próprio Anatólio, depois de ter sido exposto aos animais selvagens no anfiteatro e mutilado por eles, foi então empalado, sem terminar seu castigo neste mundo; pois os lobos, rasgando seu corpo poluído, dividiram-no como um banquete entre eles; uma circunstância nunca antes notada." João menciona que um filho sem nome de Teodoro foi capturado pela multidão e queimado vivo. Ele pode ser parte dos associados anônimos de Anatólio mencionados por Evágrio: "Ele [Anatólio] e seus associados foram a causa de distúrbios ainda maiores e um levante geral da população: pois, quando alguns do partido receberam sentença de banimento em vez da morte, a população, inflamada por uma espécie de zelo divino, causou uma comoção geral, em sua fúria e indignação, e tendo apreendido os condenados ao degredo e colocado em um bote, eles os entregaram vivos às chamas; tal sendo o veredicto do povo." Evágrio alude a um "curador do palácio" sem nome que protegeu Anatólio por um tempo, mas mudou de ideia. Este poderia ser um curador da casa divina ("curador dos domínios divinos", administrador da propriedade privada da família imperial). Whitby sugeriu que o homem poderia ser Magno, conhecido por ter sido curador do Palácio de Hormisda durante o reinado de Tibério II. Magno era da Síria, tinha um importante escritório financeiro e poderia ter "contatos próximos com Anatólio".

## Interpretação